# Перловник одноцветковый
Перловник одноцветковый (лат. Melica uniflora) — травянистое растение, вид семейства Злаки (Poaceae), произрастающий на большей части территории Европы, а также в некоторых частях Юго-Западной Азии и Северной Африки. Характеризуется редкой метёлкой с длинными веточками, немногочисленными колосками, в каждом из которых имеется только один нормальный плодущий цветок. 

## Описание
Многолетние травянистое растение. 
Корневища удлиненные, ползучие.  Надземные части растения зимой отмирают, почки возобновления сохраняются на подземных частях растения.
Стебли восходящие, тонкие, слабые, высотой 20–60 см, выходят из расползающихся стелющихся столонов.

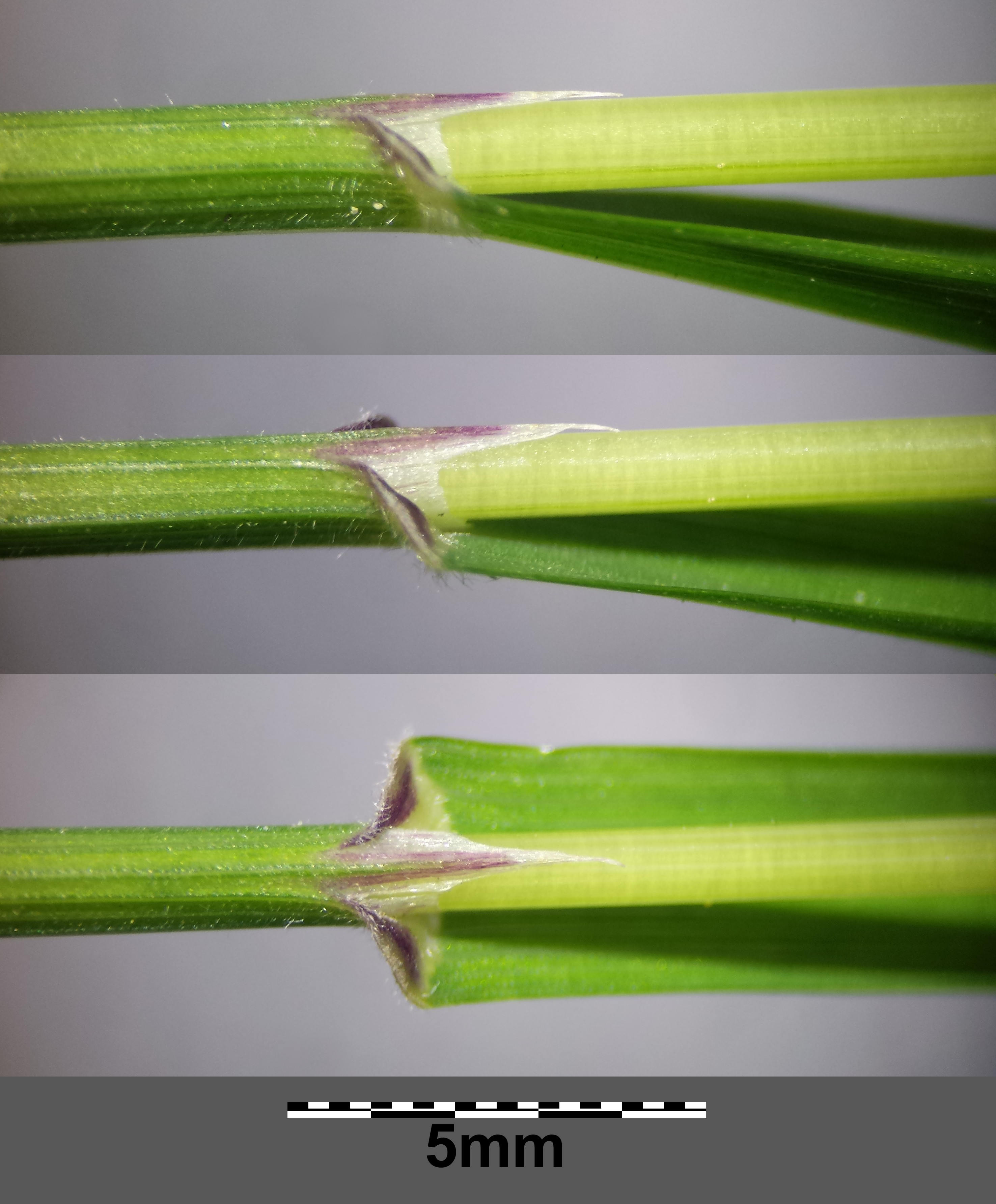
Стебель с листьями и язычками. Напротив язычка находится заостренный придаток, прикрепленный к ножке.

Листья линейные, тонкие, поникающие. Длина листовых пластинок 5–20 см, ширина 3–7 мм, листовые пластинки плоские.. Листья ярко-зелёные. Нижняя сторона листовой пластинки опушёна и шероховата. Листовые влагалища сросшиеся, лигулы имеют кольцевидную форму. На самом верхнем листе язычок проходит вдоль черешка на стороне, обращенной от листовой пластинки. Язычок короткий, коричневого цвета, «обтрепанный», в направлении к пластинке имеет заостренный вырост.
Соцветие — редкая метёлка длиной 6–22 см и шириной 1–12 см. На основных ветвях имеется 1–6 фертильных колосков, которые расположены на нижних ветвях, также шероховатых. Колоски одноцветковые, длиной 5–6 мм, коричнево-лиловые, обоеполые, приподнимаются и имеют цветоносные фертильные колоски. Цветоножки длиной 2–5 мм, прямые. Фертильная лемма (цветковая чешуя) колоска шарлаховидная, эллиптическая, длиной 5–7 мм. Нижние кроющие плёнки продолговатые, длиной 3–6 мм. Цветки имеют 3 пыльника длиной 1,5–2,3 мм. 
Плоды длиной 3,5 мм, эллипсоидные и имеют дополнительный околоплодник с линейным рубчиком. Пленчатый плод 4–5 мм длиной, 1,2–1,5 мм шириной и толщиной, узко-овальный, с обоих концов затупленно-острый. Внешняя чешуя сильно выпуклая, жёлтая, в жилках, край прямой, не охватывающий. Внутренняя цветковая чешуя плоская, желобковидная, полностью покрыта короткими, мягкими волосками. Киль круглый, выраженный, в нижней половине изогнутый и заметный под краем внешней чешуи.

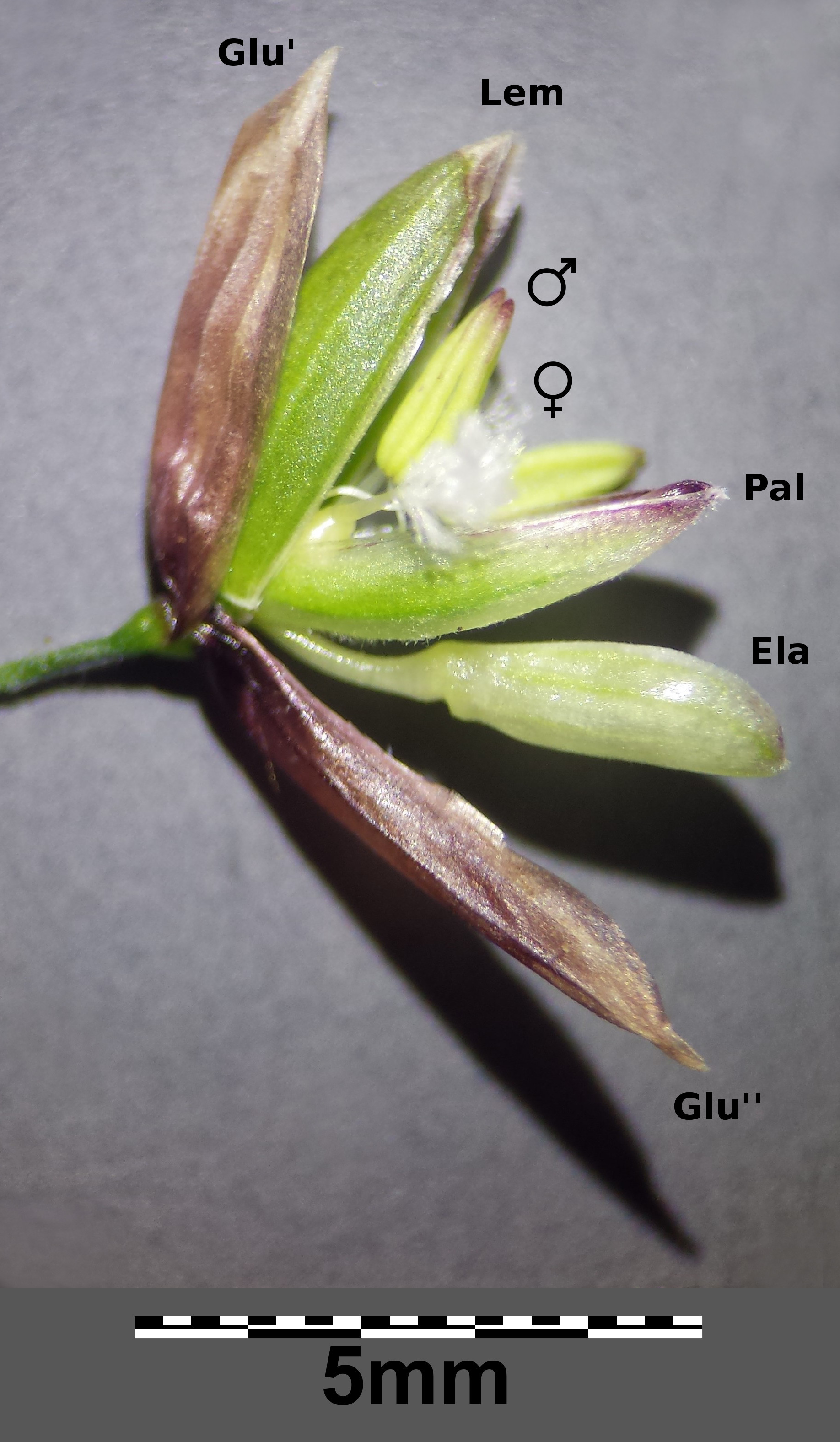
Колоски с чешуйками (Glu), плодородный цветок, покрытый чешуей (Lem) и палеей (Pal) и элайосомой (Ela).

Цветет с мая по сентябрь.
Число хромосом 2n = 18.

## Таксономия
Шведский натуралист Андерс Яхан Ретциус описал вид в 1779 году.

## Распространение и среда обитания
Вид можно встретить в таких азиатских странах, как Иран и Турция, и в европейских, таких как Балеарские острова, Фарерские острова, Финляндия, Исландия, Молдова, Португалия, Испания и Швеция. Также он был зафиксирован в Алжире, Марокко и Тунисе. На юго-западе европейской части и на Кавказе встречается в буковых лесах, лесах из скального дуба. 

## Экология и среда обитания
Произрастает на равнинах и на высоте 950 м н.у.м. в Шварцвальде и на высоте 1200 м н.у.м. в Альпах. Можно найти в лиственных лесах рядом с видами бука (Fagus). Также растет в сухих и влажных лесах, которые могут быть как кислыми, так и нейтральными. Избегает известковых почв. Для таких растений также характерны песчаные или каменистые почвы, но они также должны быть глубокими и рыхлыми. На севере растет на суглинистых почвах, на юге предпочитает декальцинированные почвы. 
Цветение с мая по июль. Зерновками питаются в основном муравьи. Зерно созревает летом и опадает из чешуи вместе со стерильным цветком. Шелуха этого цветка содержит масло, которое потребляют муравьи и таким образом способствуют мирмекохории.
Самое нижнее удлиненное междоузлие плодоносного побега слегка утолщено и представляет собой запасающее междоузлие, сохраняющее работоспособность в течение нескольких лет.  В узлах четырех нижних удлиненных междоузлий регулярно образуются почки побегов возобновления, некоторые из которых весной вырастают в новые побеги. Эти новые побеги растут горизонтально в земле, а затем выпрямляются. Таким образом образуются рыхлые дерновины. 

## Похожие виды
Перловник трансильванский (Melica transsilvanica) и Перловник реснитчатый (Melica ciliata) имеют значительно более плотный цилиндрический колос и чешуйки с длинными ресничками по краю.

## В культуре
В XIX веке он был выгравирован на иллюстрации Якоба Штурма в книге «Deutschlands Flora in Abbildungen nach der Natur mit Beschreibungen», изданной в Нюрнберге в 1862 году.

## Применение
Декоративная трава, используется как декоративное садовое растение. Может выращиваться в контейнерах, горшках и приоконных ящиках.  